# Blondi

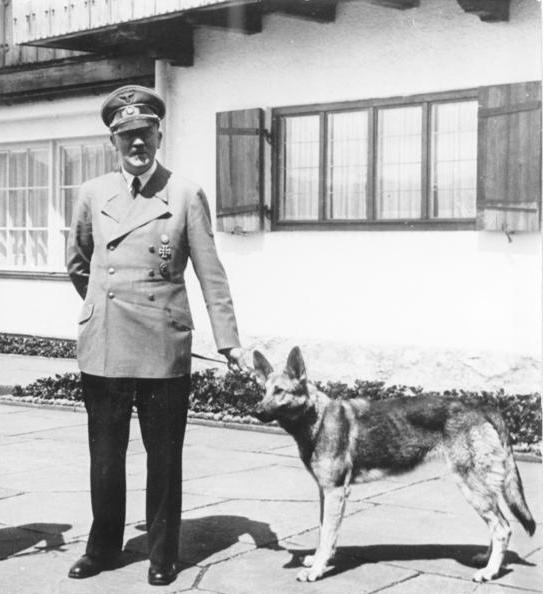
Adolf Hitler mit Blondi auf dem Berghof (1942)

Blondi († 30. April 1945 in Berlin) war Adolf Hitlers letzte Schäferhündin.

## Bedeutung zur Zeit des Nationalsozialismus
Hitler ließ sich oft mit dieser Hündin abbilden und liebte sie nach Aussagen von Zeitzeugen sehr. So schrieb seine Sekretärin Traudl Junge in ihren Erinnerungen: „Hitler hatte das größte Vergnügen, wenn Blondi wieder ein paar Zentimeter höher springen konnte […], und er behauptete, die Beschäftigung mit seinem Hund sei seine beste Entspannung.“ Blondi entstammte einem Wurf der Schäferhündin von Gerdy Troost, der Ehefrau Paul Ludwig Troosts.
Die zahlreichen Postkarten mit Fotografien von Hitler mit Schäferhunden sollten eine private und menschliche Seite Hitlers vermitteln. Der 1932 vom Leibfotografen Hitlers Heinrich Hoffmann herausgegebene Fotoband Hitler wie ihn keiner kennt (Gesamtauflage 400.000 Exemplare) zeigt als Deckblatt des Schutzumschlages Hitler mit Schäferhund in den Bergen. Auch in der Deutschen Wochenschau wurde das Sujet „Hitler mit Blondi“ mit großem Erfolg und Anklang genutzt. Die Aufnahmen, die auch beim deutschen Publikum der Wochenschau sehr beliebt waren, wurden von Walter Frentz angefertigt, einem eigens auf Hitler-Aufnahmen in der Deutschen Wochenschau spezialisierten Kameramann.
Henry Picker, Protokollführer von Hitlers Tischgesprächen, schreibt in seinem Tagebuch, dass er den Eindruck gehabt habe „… es nicht mit einem Hund, sondern mit einer Maschine zu tun zu haben“, und er stellt sich die Frage, „ob Hitler bei der Dressur … nicht im Grunde von der Absicht beherrscht wurde, selbst in diesem Tier den eigenen Willen auszulöschen.“ In ihrer 2001 erschienenen Autobiographie äußert sich die damalige Sekretärin Hitlers, Traudl Junge, folgendermaßen: Hitler habe den Hund stets in seiner Nähe gehabt, sei es am Berghof, in Berlin, in der Wolfsschanze, auch kurz vor dem Ende im Berliner Führerbunker. Am 30. April 1945, kurz bevor Hitler und Eva Braun Suizid begingen, soll der Hund auf Befehl Hitlers getötet worden sein: Werner Haase habe ihm im Beisein Hitlers eine Giftampulle verabreicht.
Als am 30. April 1945 Soldaten des 79. Infanterie-Korps der Roten Armee (3. Stoßarmee der 1. Weißrussischen Front) die Reichskanzlei stürmten, fanden sie in einem Bombenkrater die stark verkohlten Überreste von Adolf Hitler, Eva Braun und zwei Schäferhunden. Nach heutigem historischem Kenntnisstand handelte es sich höchstwahrscheinlich um „Blondi“ und um ihren Nachwuchs „Wolf“.

## Rezeption in Kunst und Popkultur
Blondis Rolle in der NS-Propaganda spiegelt sich auch in Erwähnungen in Kunst, Satire und Popkultur wider, etwa in der eCard-Serie Der Führer privat des Satiremagazins Titanic oder in Walter Moers’ Comicclip Der Bonker. 
- Günter Grass’ Roman Hundejahre (1963) handelt vom Schäferhund Hitlers. Dieser Hund ist allerdings nicht die Hündin Blondi, sondern ein Rüde namens Prinz.
- Der Schauspieler und Schriftsteller Michael Degen machte Blondi zum Ich-Erzähler seines Romans Blondi (2002).
- Die Band Blondie nannte sich 1997 bei der Mitwirkung an einem Iggy-Pop-Tributealbum in Anspielung auf die Ähnlichkeit des Bandnamens „Adolph’s Dog“.[8][9][10]
- In der Zeichentrick-Serie Die Simpsons wurde Blondi zusammen mit dem Hund Richard Nixons in einer fiktiven Hundehölle verortet.
- Im satirischen Spielfilm Mein Führer aus dem Jahr 2007 hat ein Schäferhund in der Rolle als Blondi einige überwiegend komische Szenen.
- Im Roman Der Junge auf dem Berg (2015) des irischen Schriftstellers John Boyne verbringt die Hauptfigur Pierrot viel Zeit mit Blondi auf dem Berghof, teilweise auch mit Adolf Hitler zusammen.